# GAZ-31 Volga
Gaz Volga (în rusă Волга) este un automobil cu originea în Uniunea Sovietică produs de fabrica GAZ ca înlocuitor al cunoscutei GAZ-M20 Pobeda în 1956. Folosirea ei de către nomenclatura sovietică au transformat-o într-un simbol cultural contemporan. Au fost produse mai multe generații de mașini.
În ciuda activităților de modernizare continuă, compania GAZ a considerat că este din ce în ce mai dificil să păstreze mașina îmbătrânită pe piața tot mai competitivă din Rusia de la începutul anilor 2000. Președintele companiei GAZ Bo Andersson a decis să întrerupă producția modelului Volga în 2010.

## Prima generație, GAZ M-21

### Dezvoltarea
Primul model Volga a fost inițial dezvoltat ca un înlocuitor pentru automobilul de dimensiuni medii GAZ-M20 Pobeda, care a fost produs începând din 1946. În ciuda aspectului foarte progresist, evoluția rapidă a design-ului auto postbelic și a mecanismului de propulsie a determinat elaborarea unor planuri de înlocuire a automobilului Pobeda în 1951, iar un an mai târziu au fost dezvoltate două proiecte: Zvezda („Steaua”), cu un aspect mai revoluționar, și Volga, cu un aspect mai convențional, care era mai adecvată posibilităților de producție din anii 1950.
În primăvara anului 1954 au fost testate primele prototipuri Volga. Noua mașină a introdus o serie de completări și avantaje față de Pobeda. În afară de faptul că era mai mare, avea parbrize panoramice, un motor mai mare cu patru cilindri, un sistem centralizat de lubrifiere a principalelor elemente ale șasiului, un angrenaj hipoid la puntea din spate și o cutie de viteze hidromecanică automată. Designul exterior al automobilului a fost conceput de Lev Yeremeev și, deși influențat de vehiculele nord-americane din aceeași perioadă, în special de Ford Mainline din 1954, proiectul a fost cea mai mare parte independent, cu o excepție pentru transmisia automată, care a fost derivată din cea cu trei viteze a modelului Ford-O-Matic. După o testare a mașinii, care a durat o perioadă de doi ani, autoritățile și-au dat acordul în cele din urmă și primul automobil a ieșit pe porțile companiei GAZ pe 10 octombrie 1956.
Deși au fost mai multe modele și versiuni ale mașinii, producția ei poate fi totuși împărțită în trei generații distincte și două derivate. În total au fost construite 639.478 de automobile Volga din 1956 până în 1970.

## A doua generație, GAZ-24, GAZ-3102 și GAZ-3110
Dezvoltarea unui înlocuitor pentru GAZ-21 Volga a început în 1961. La momentul respectiv, industria de automobile nord-americană era încă perceput ca liderul mondial în design și inovație și era firesc ca industria de automobile sovietică să încerce să o imite. În ciuda sloganului populist al lui Nikita Hrușciov de a „ajunge din urmă și depăși America”, economia planificată sovietică nu-și putea permite să urmeze tradiția americană de a scoate câte un nou model de mașină în fiecare an și nici fabricile ei centralizate nu erau capabile fizic să facă acest lucru. Astfel, a fost luată o măsură mai conservatoare ce prevedea folosirea unui model timp de  7-10 ani, tipic industriei auto din Europa. GAZ-24 Volga a a fost planificată să aibă o astfel de durată de viață prin anii 1970. Cu toate acestea, chiar înainte de lansarea acestui model în 1968, industria auto intrase deja în întârziere și ca urmare a începerii perioadei stagnării în URSS, în urma reformei economice sovietice elaborate de Alexei Kosîghin în 1965, mașina a devenit o caracteristică iconică a epocii, atât din punct de vedere estetic, cât și din punct de vedere tehnic. Dezvoltată la mijlocul anilor 1960 și cu o producție inițială care s-a întins pe mai mult de un deceniu și jumătate, s-au adoptat o serie de modernizări și modificări, care nu au avut succes în găsirea unui înlocuitor (GAZ-3105, GAZ-3111 și Siber).

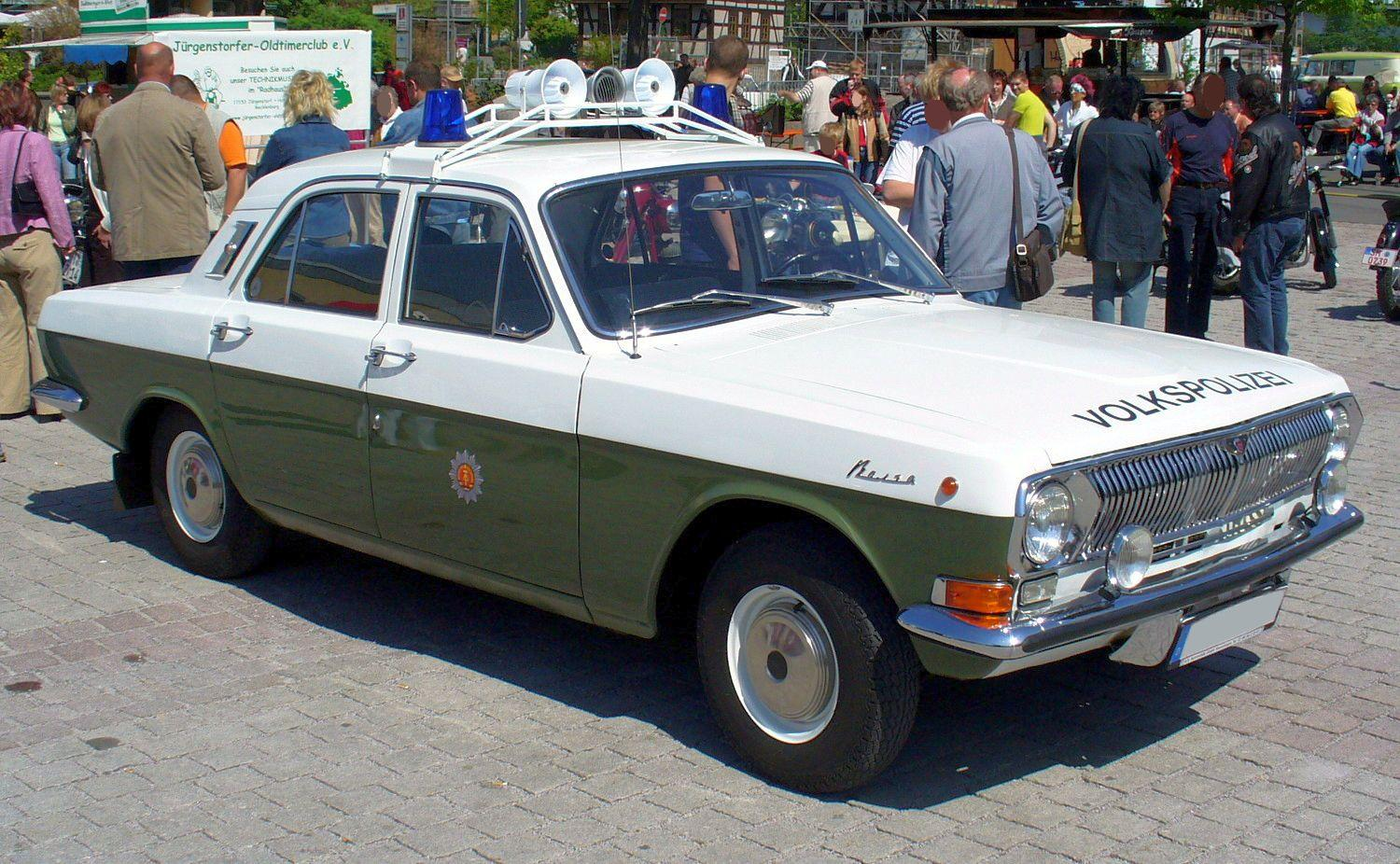
Volkspolizei GAZ-24
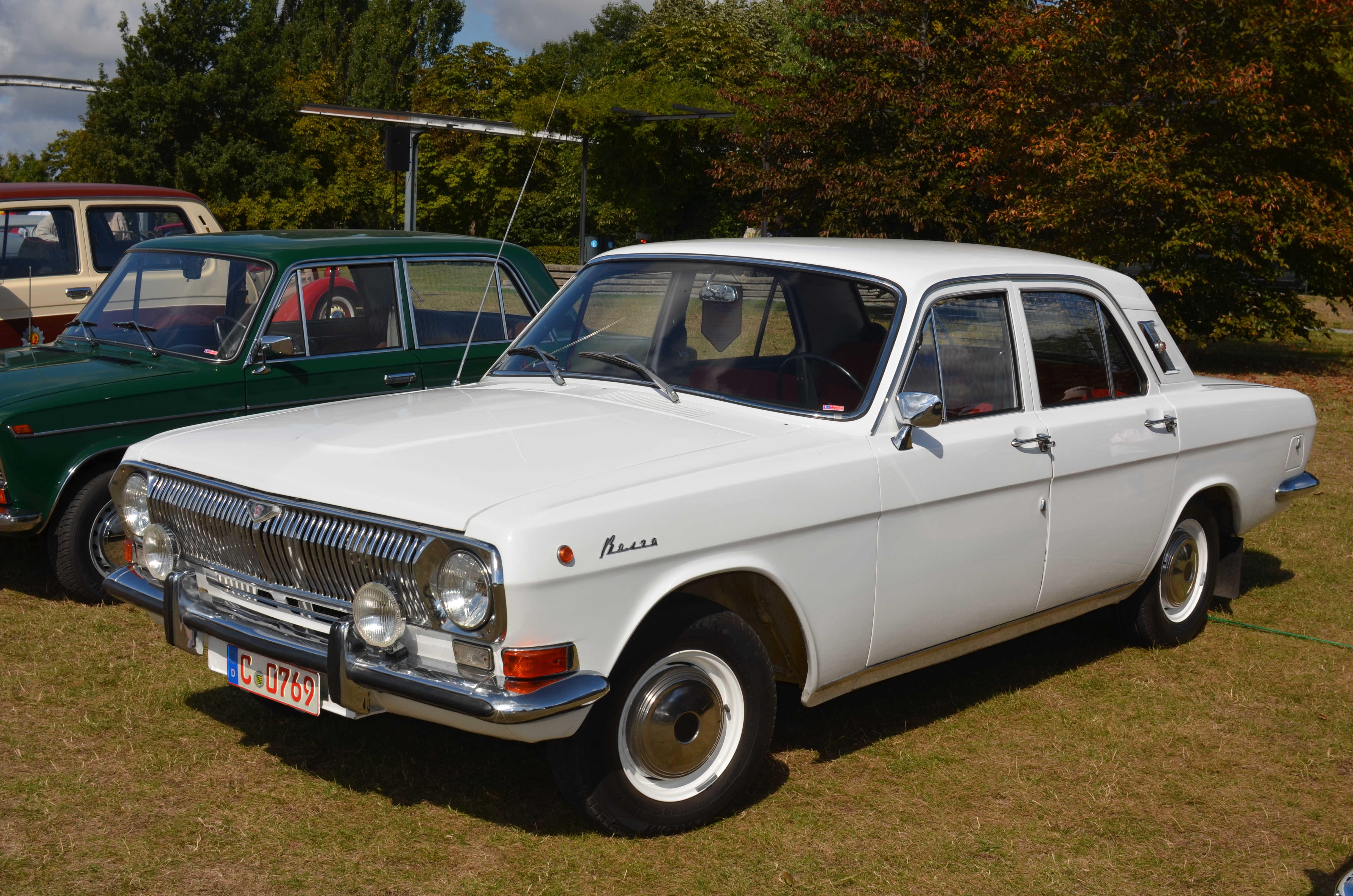
GAZ-24 sedan
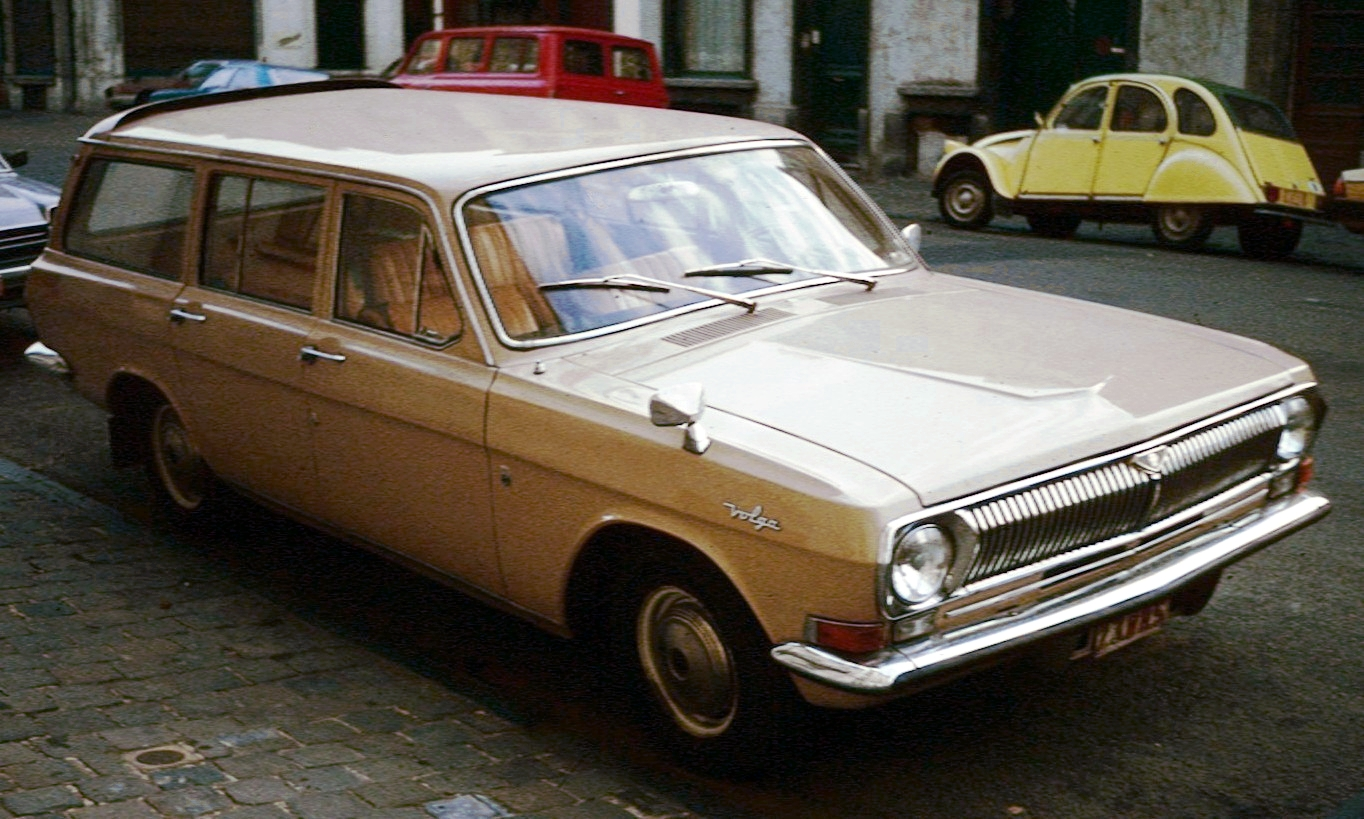
GAZ-24 estate
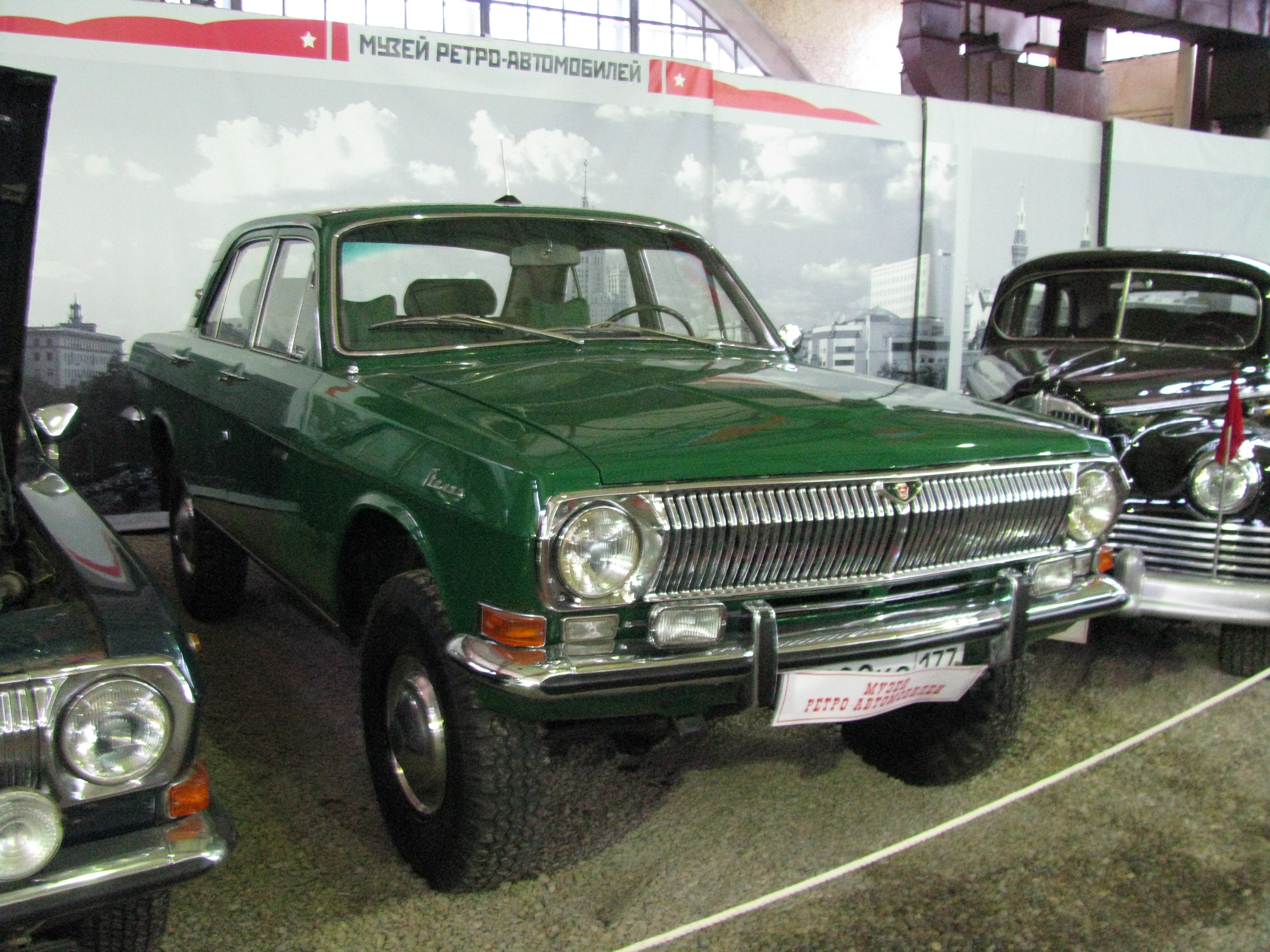
Sedan GAZ-24-95 folosit de Brejnev
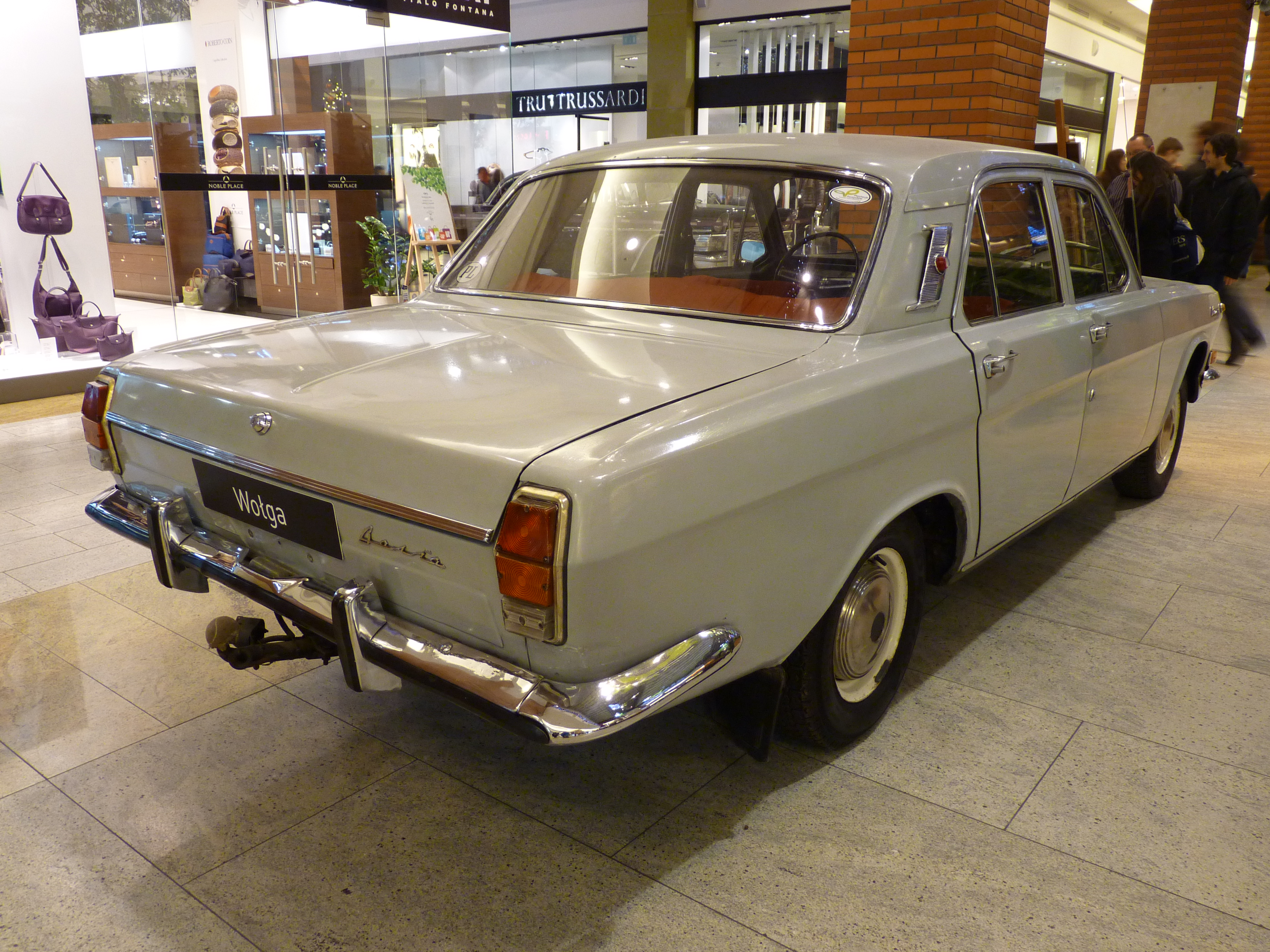
GAZ-24 văzut din spate
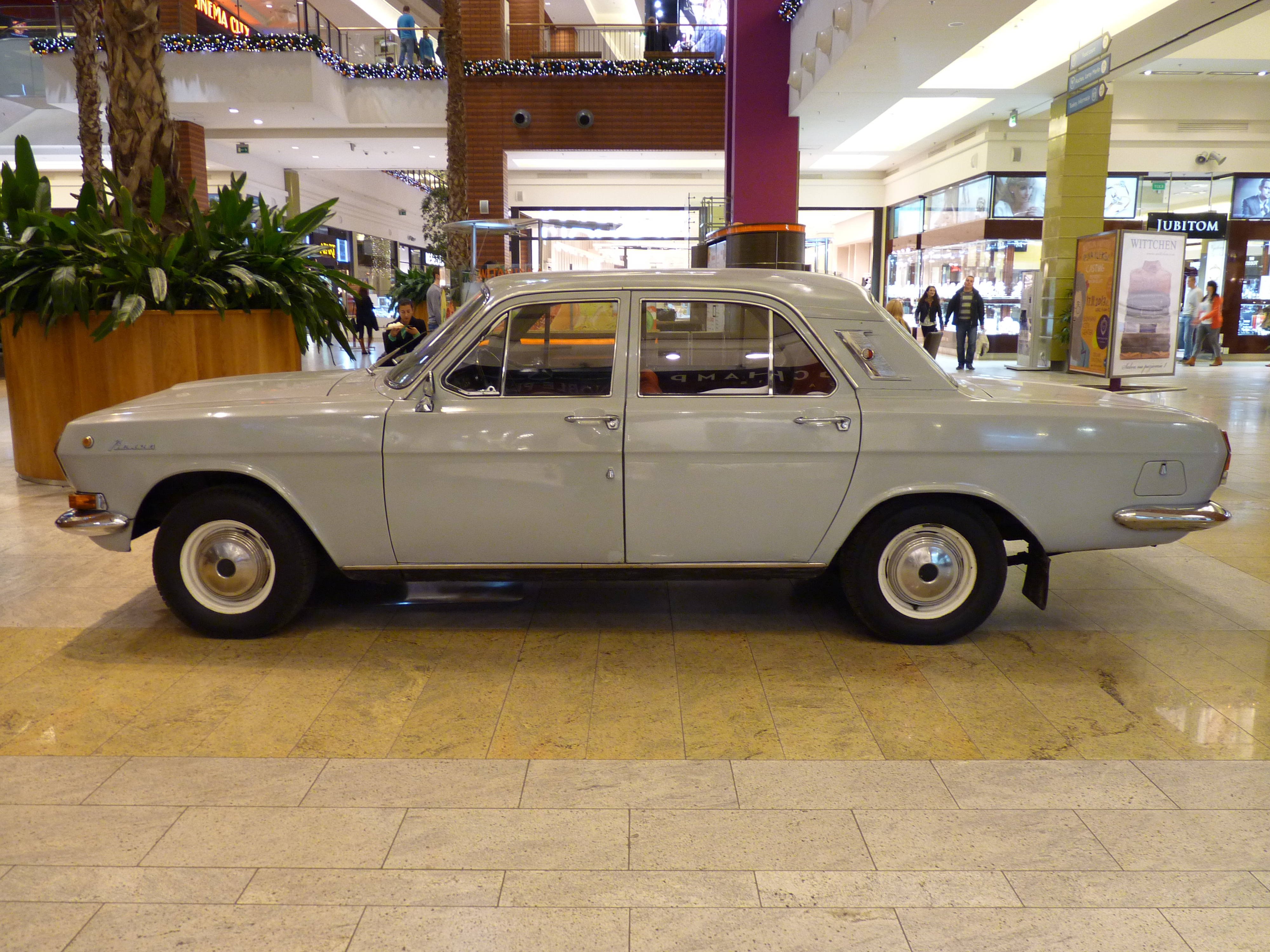
GAZ-24 văzut din lateral